# Kraski Górne
Kraski Górne (prononciation : [ˈkraski ˈɡurnɛ]) est un village polonais de la gmina de Maciejowice dans le powiat de Garwolin de la voïvodie de Mazovie dans le centre-est de la Pologne.
Il se situe à environ 7 kilomètres au nord-ouest de Maciejowice (siège de la gmina), 24 kilomètres au sud-ouest de Garwolin (siège du powiat) et à 65 kilomètres au sud-est de Varsovie (capitale de la Pologne).
Le village possède une population de 75 habitants en 2006.

## Histoire
De 1975 à 1998, le village appartenait administrativement à la voïvodie de Siedlce.